# Verein zur Beförderung des Gewerbefleißes in Preußen
Der Verein zur Beförderung des Gewerbefleißes in Preußen ist ein 1820 gegründeter Unternehmerverein.

## Geschichte
Der Verein beschließt sein Statut am 29. April 1820. „Der Zweck des Vereins ist: die Entwickelung und den Aufschwung der Gewerbe im Preußischen Staate möglichst zu befördern“, wird das fünfseitige Statut des Vereins eingeleitet und von den Ministerien des Handels und des Innern am 24. November 1820 genehmigt. Erster Vorsitzender wird Peter Beuth. Am 15. Januar 1821 hält er die Eröffnungsrede auf der Gründungsversammlung im Saal der Stadtverordneten in Berlin.

## Publikationen
Der Verein gibt ab 1822 die Jahresbände „Verhandlungen des Vereins zur Beförderung des Gewerbefleißes in Preußen“ heraus. Diese enthalten Artikel wissenschaftlichen und technischen Inhalts zu den auf den monatlichen Versammlungen gehaltenen Vorträgen in drei fachlichen, durch „Verwaltungs-Abtheilungen“ geleiteten Gebieten: Chemie und Physik, Baukunst und schöne Künste, Mathematik und Mechanik.

## Mitglieder
Im Jahr 1821 zählte das Vereinsregister 576 Mitglieder. Die Mittheilungen des Jahres 1892 führen über 1200 Mitglieder auf, darunter Körperschaften, Institute, Vereine, Stadtregierungen. Henry Bessemer, Carl Hoppe, Peter von Tunner, Hermann von Helmholtz und Werner von Siemens werden als Ehrenmitglieder geführt.
Der Verein verbindet namhafte Persönlichkeiten aus Wissenschaft, Wirtschaft und Politik. Mitglieder sind zum Beispiel Ernst Abbe, Rudolph von Delbrück, Friedrich Alfred Krupp, Georg Kümmel, Otto Lilienthal und Franz Reuleaux.